# Leccinum vulpinum
Bolet orangé des pins, Bolet renard, Bolet rude roux des pins
Espèce
Statut de conservation UICN

 DD  : Données insuffisantes
Leccinum vulpinum, le Bolet orangé des pins ou Bolet renard, est une espèce de champignons (Fungi) basidiomycètes du genre Leccinum dans la famille des Boletaceae. Il fait partie d'un groupe d'espèces comprenant d'autres Leccinum à chapeau orangé. Il est caractérisé par ses mèches rousses puis noires et son habitat sous pins.

## Taxonomie
Le nom correct complet (avec auteur) de ce taxon est Leccinum vulpinum Watling.

### Synonymes
Leccinum vulpinum a pour synonymes :
- Boletus vulpinus (Watling) Hlaváček
- Boletus vulpinus Watling
- Krombholziella vulpina (Watling) Šutara
- Leccinum aurantiacum var. vulpinum (Watling) Pilát

### Noms vulgaires et vernaculaires
Ce taxon porte en français le nom vernaculaire ou normalisé suivant : Bolet rude roux des pins.
On le connait aussi sous le nom de : Bolet renard.
On lui confère également de façon populaire le nom vernaculaire vague et inexact de « Bolet orangé », au même titre que Leccinum aurantiacum, Leccinum versipelle, Leccinum albostipitatum, et Leccinum piceinum, cela pour la simple raison que la couleur de leurs chapeaux est orangée. Ce nom vernaculaire est souvent donné de manière arbitraire à n'importe laquelle de ces espèces par les cueilleurs, rendant le nom de « Bolet orangé » ambigu quant à l'espèce réellement désignée et devenant un terme passe-partout et approximatif pour désigner n'importe quel Bolet rude (Leccinum) à chapeau orangé. De la même façon, ces Bolets rudes à chapeau orangé sont également connus sous les noms régionaux populaires, ambigus et vagues, de « Pible », « Pible orange » ou « Pible rouge ».

## Description du sporophore
Les bolets sont des champignons dont l'hyménophore, constitué de tubes et terminés par des pores, se sépare facilement de la chair du chapeau. Ce chapeau d'abord rond, recouvert d'une cuticule, devient convexe à mesure qu’il vieillit. Ils ont un pied (stipe) central assez épais et une chair compacte. Les caractéristiques morphologiques de L. vulpinum sont les suivantes :
Son chapeau est de couleur brun, orange, à rougeâtre.
L'hyménophore présente des pores blancs, bruns à crème.
Son stipe est d'abord orné de mèches d'abord rousses, faisant penser à celles de Leccinum aurantiacum, puis noires, rappelant celles de Leccinum versipelle.
La chair est blanche à crème, d'une saveur douce. Elle vire lentement au rougeâtre/ rouge violacé à la coupe

## Galerie

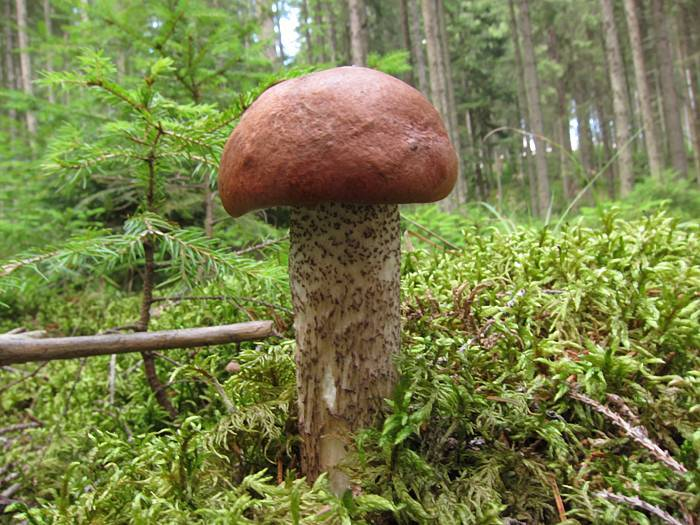
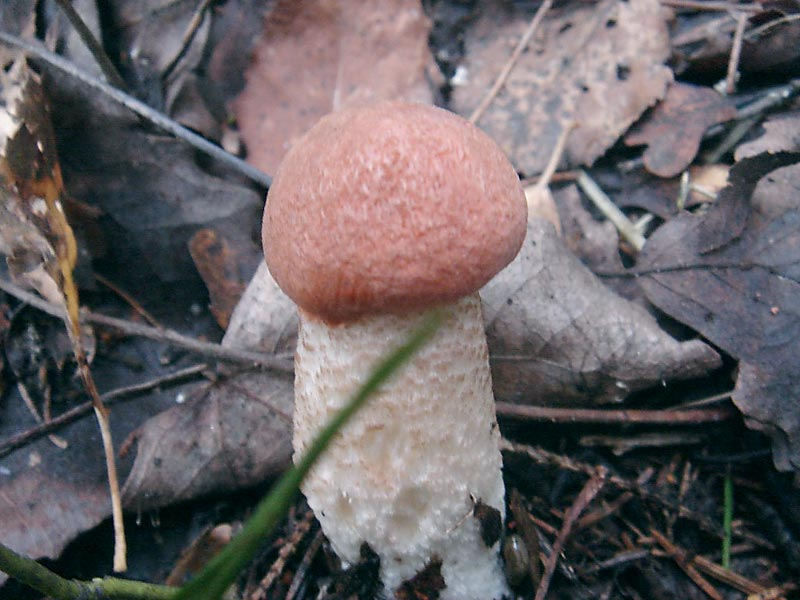
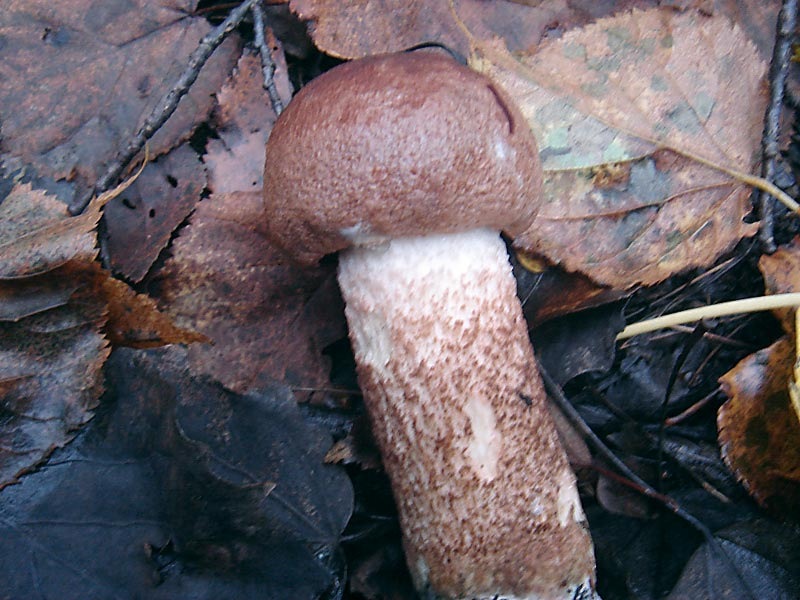
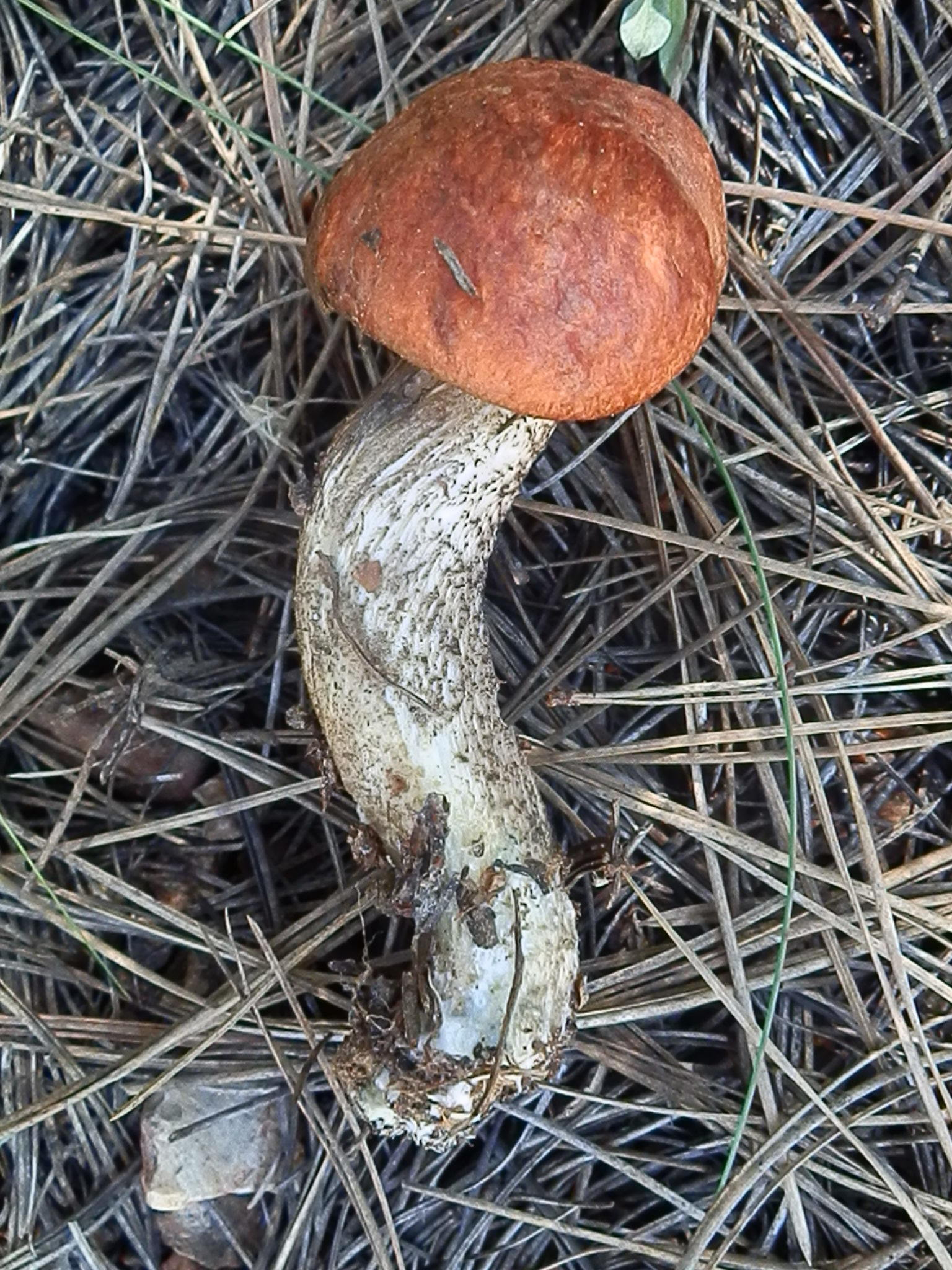
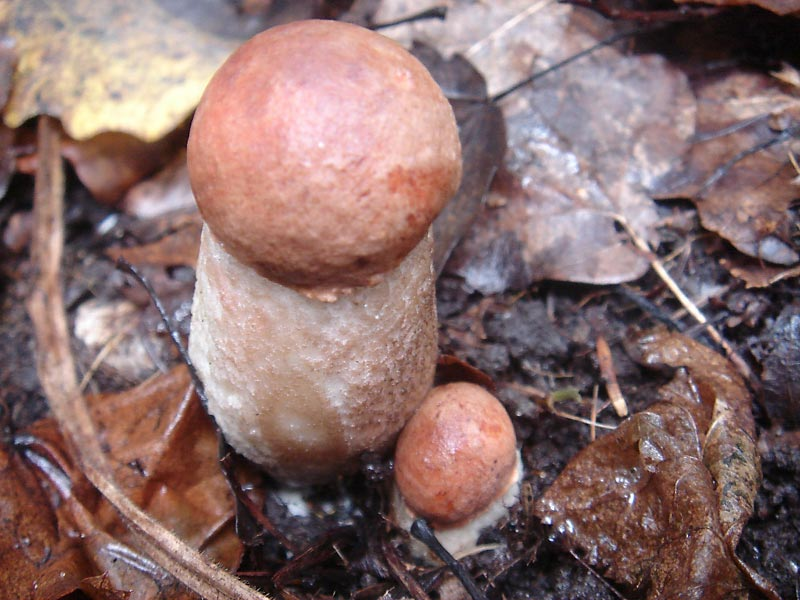
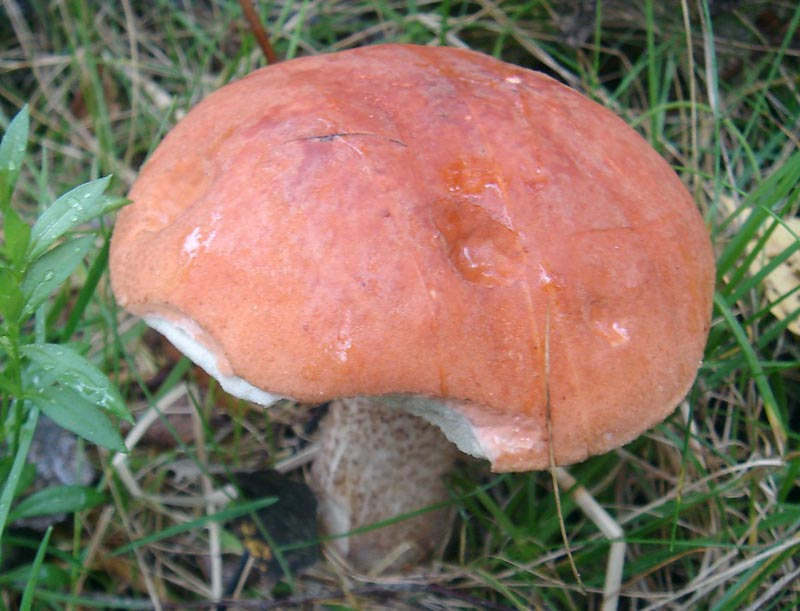
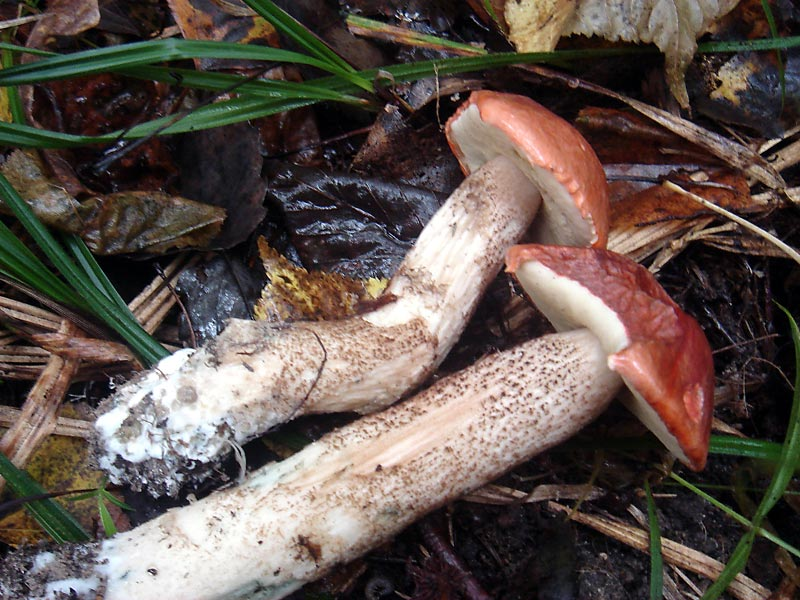
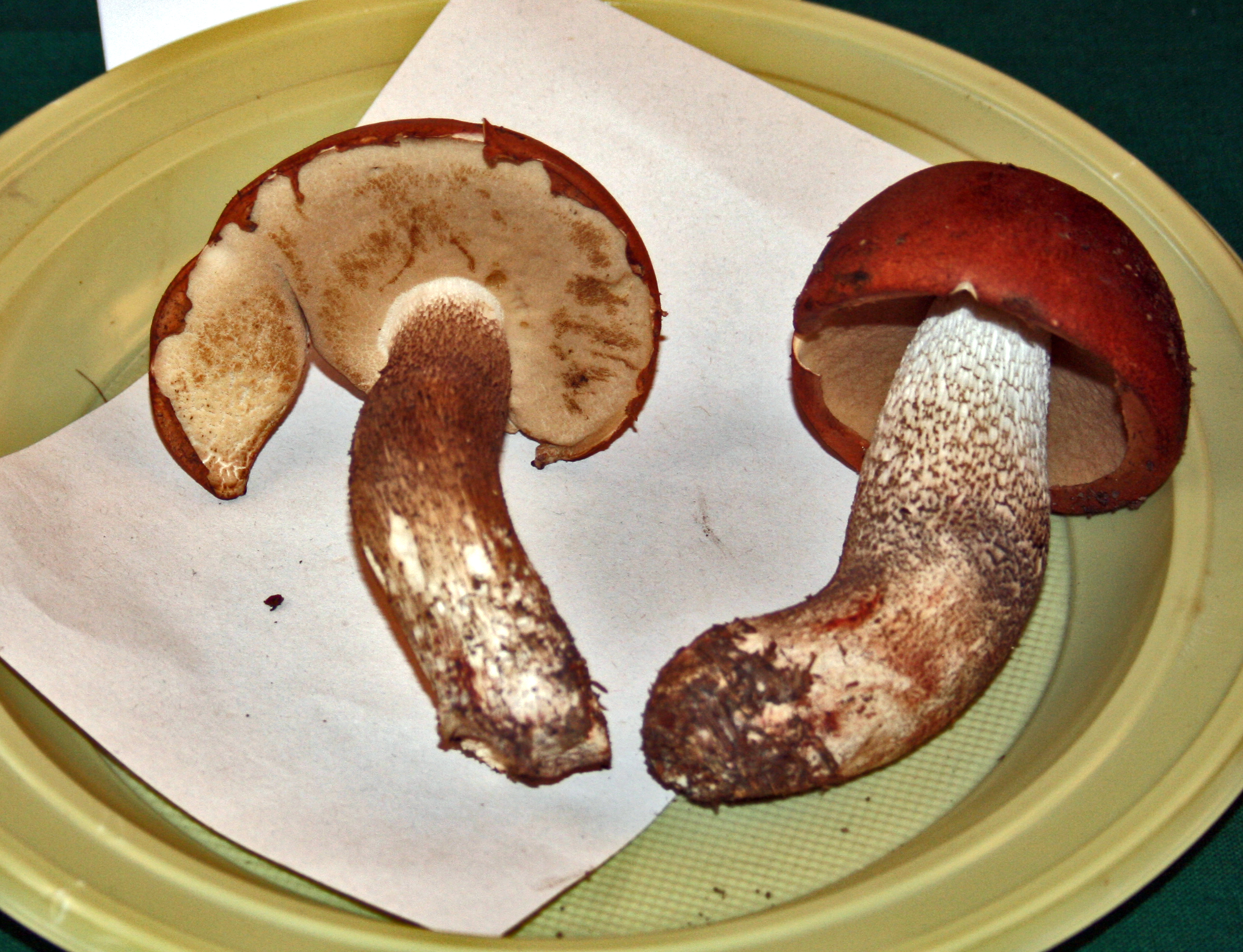
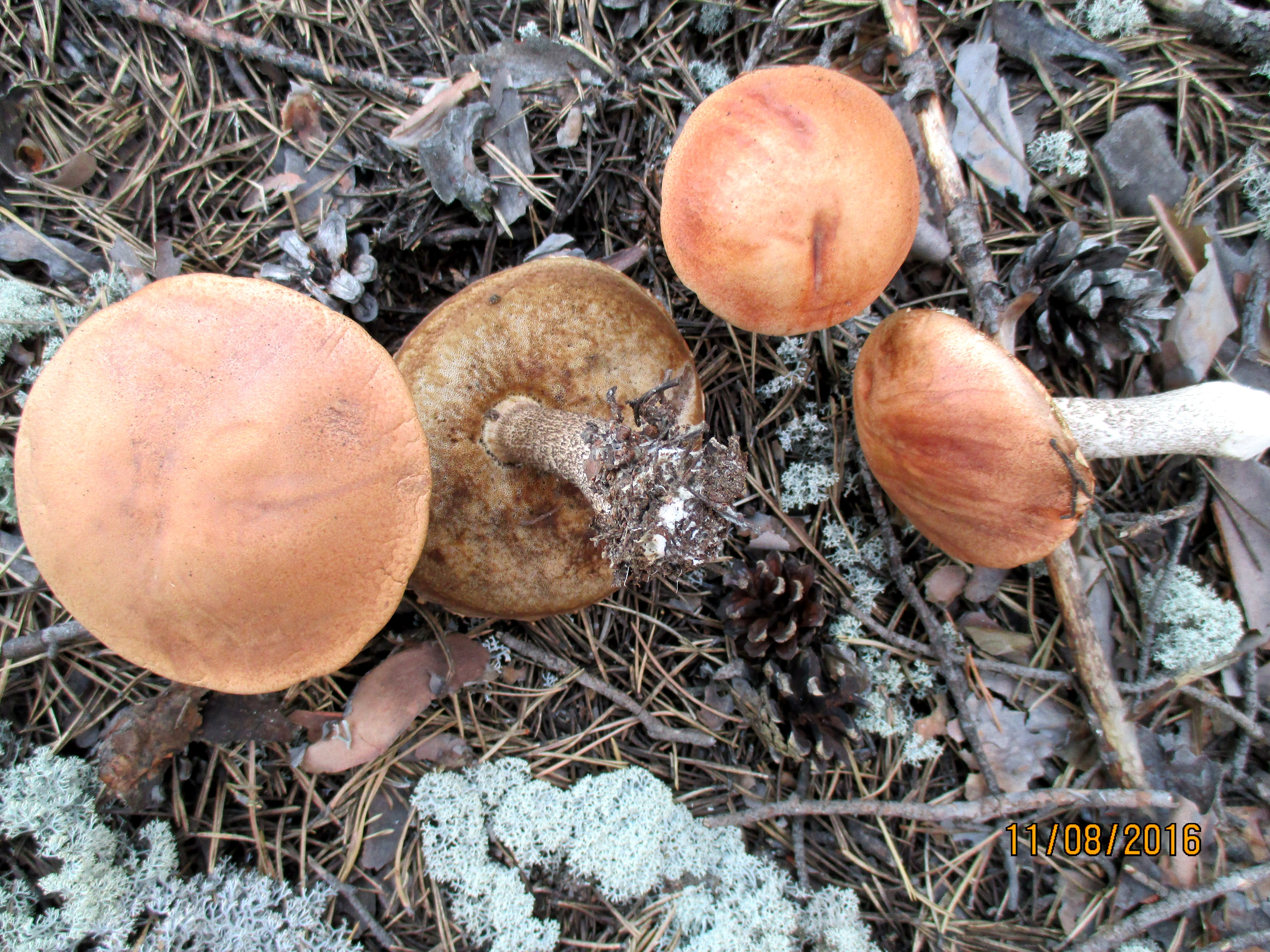
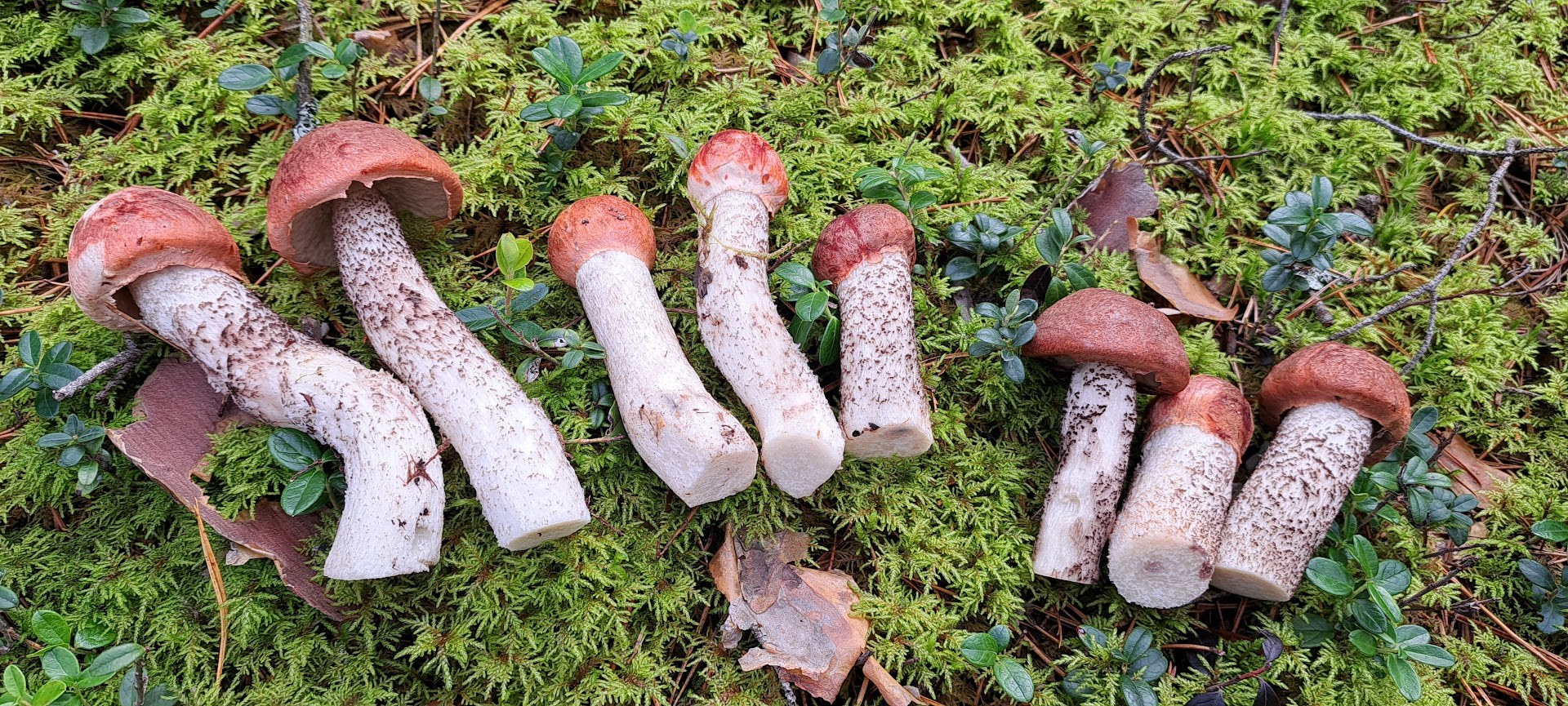

## Habitat et distribution
Il s'agit un champignon ectomycorhizien, poussant sous pins, typiquement en montagne. C'est une espèce d'Europe centrale, très rare en France.

## Statut de conservation

### Régional
- Auvergne-Rhône-Alpes : classement de cette espèce en catégorie NT (Quasi menacée) au niveau régional[4].

## Comestibilité
Le Bolet orangé des pins est comestible. Comme toutes les espèces de Leccinum au sens large, son pied fibreux et indigeste esst souvent rejeté. Il est fréquemment recommandé de le cueillir jeune et de ne garder que le chapeau. Les Bolets rudes sont à l'origine de troubles gastro-intestinaux s'ils sont consommés crus ou mal cuits. En France, de par sa rareté, le Bolet orangé des pins ne fait l'objet d'aucune consommation traditionnelle ou occasionnelle notable. Il peut être considéré comme sans intérêt alimentaire .

## Confusions possibles
- Le Bolet orangé des chênes (Leccinum aurantiacum,)  a un stipe couvert de mèches rousses et vient surtout sous chênes. Comestible réputé.
- Le Bolet orangé des peupliers (Leccinum albostipitatum),  a un stipe couvert de mèches blanches, parfois légèrement brunes, et vient sous peupliers, surtout sous peupliers trembles. Comestible réputé.
- Le Bolet orangé des bouleaux (Leccinum versipelle) a un stipe couvert de mèches noires et vient surtout sous bouleaux. Comestible réputé.
- Le Bolet orangé des épicéas (Leccinum piceinum) a un stipe couvert de mèches brunes puis noires brunâtres et vient sous épicéas. Il est très rare en France, espèce d'Europe centrale. Rare, sans intérêt alimentaire.